# Boštjan Mervar
Boštjan Mervar (né le 22 septembre 1973) est un coureur cycliste slovène. Professionnel de 1997 à 2006, il est directeur sportif de l'équipe Adria Mobil depuis 2007.

## Palmarès
- 1996
  - 3e du championnat de Slovénie sur route
- 1997
  - GP Umag
- 1998
  - GP Umag
  - 2e étape de l'Uniqa Classic
  - 2e du GP Krka
- 1999
  - Prologue du Tour de Slovénie
  - Grand Prix Šenčur
- 2000
  - 1re et 3e étapes de la Jadranska Magistrala
- 2001
  - Trophée de la ville de Castelfidardo
  - 2e étape du Tour de Slovénie
  - GP Krka
  - 2e du championnat de Slovénie sur route
- 2002
  - Poreč Trophy 3
  - 1re étape de la Jadranska Magistrala
  - 6e étape du Tour de Slovénie
  - Raiffeisen Grand Prix 
  - 2e étape du Tour d'Autriche
  - 2e du GP Krka
  - 3e du Tour du lac Majeur
  - 3e du Poreč Trophy 1
  - 3e du Poreč Trophy 5
- 2003
  - Poreč Trophy 2
  - 1re étape de la Jadranska Magistrala
  - 6e étape du Tour de Slovénie
  - 3e étape de l'Uniqa Classic
  - 3e du championnat de Slovénie sur route
- 2004
  - 7e étape du Circuit des mines
  - 2e du Trophée de la ville de Castelfidardo
- 2005
  - Prologue de la Jadranska Magistrala
  - 4e étape du Tour de Slovénie
- 2006
  - 8e étape du Tour de Cuba
  - Grand Prix Palma
  - Grand Prix Kranj